# Demi-Leigh Nel-Peters
Demi-Leigh Nel-Peters (Sedgefield, 28 juni 1995) is een Zuid-Afrikaans model dat in 2017 Miss Zuid-Afrika en Miss Universe werd.

## Biografie
Enkele dagen voor haar deelname aan de Miss Zuid-Afrika-verkiezing - waar ze de West-Kaap vertegenwoordigde, slaagde ze aan de Noordwest-Universiteit. Op 26 maart 2017 werd ze Miss Zuid-Afrika. Een maand na haar verkiezing werd ze in Johannesburg beroofd van haar auto, waarbij ze de dieven door middel van zelfverdedigingstechnieken wist te ontvluchten. Daaropvolgend werd het haar doel zoveel mogelijk vrouwen deze techniek te (laten) leren.
Als Miss Zuid-Afrika werd ze afgevaardigd naar de Miss Universe-verkiezing. Hier ging ze er ook met de overwinning vandoor. Als eerste Zuid-Afrikaanse sinds Margaret Gardiner in 1978 won ze de Miss Universe-kroon. Na de Miss Universe-verkiezing reisde Nel-Peters onder meer naar de Filipijnen, Indonesië, Thailand, Egypte en Maleisië. Ze gaf in december 2018 de Miss Universe-kroon door aan de nieuwe winnares Catriona Gray uit de Filipijnen.

## Privé
Nel-Peters trouwde op 20 januari 2020 met Americanfootballspeler Tim Tebow. Het stel is uitgesproken christelijk en zet zich met de naar Tebow genoemde stichting in tegen mensenhandel en seksuele uitbuiting.